# Waalwijk (stad)
Waalwijk (Brabants: Wolluk) (uitspraakⓘ) is een stad in de Nederlandse provincie Noord-Brabant, tevens hoofdplaats van de gelijknamige gemeente Waalwijk. Waalwijk is een middelgrote stad, centraal gelegen in De Langstraat aan de Bergsche Maas. Met een groot aantal voorzieningen vervult het een regionale functie. Naar inwonertal is Waalwijk de 14e plaats van Noord-Brabant.

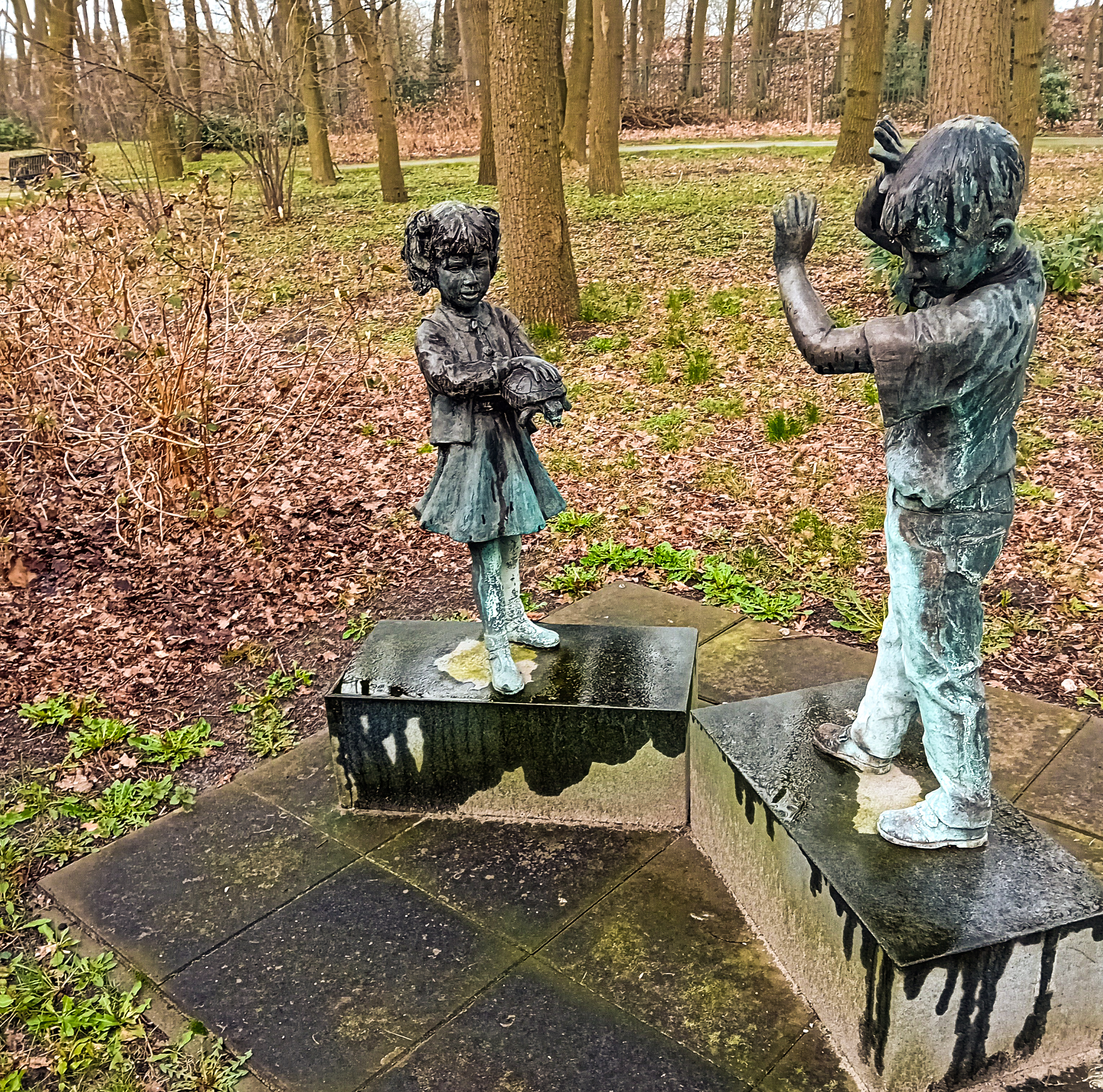
Wandelpark in Meerdijk, een wijk in Waalwijk

## Topografie
Waalwijk ligt tussen Kaatsheuvel en Drunen, de dichtstbijzijnde grotere plaatsen zijn Tilburg en 's-Hertogenbosch. Andere nabijgelegen kernen zijn Sprang-Capelle (deel van de gemeente Waalwijk) en Drongelen. De stad is door middel van het het noordelijke havengebied verbonden met de Bergsche Maas, ter hoogte van kilometerraai 236.

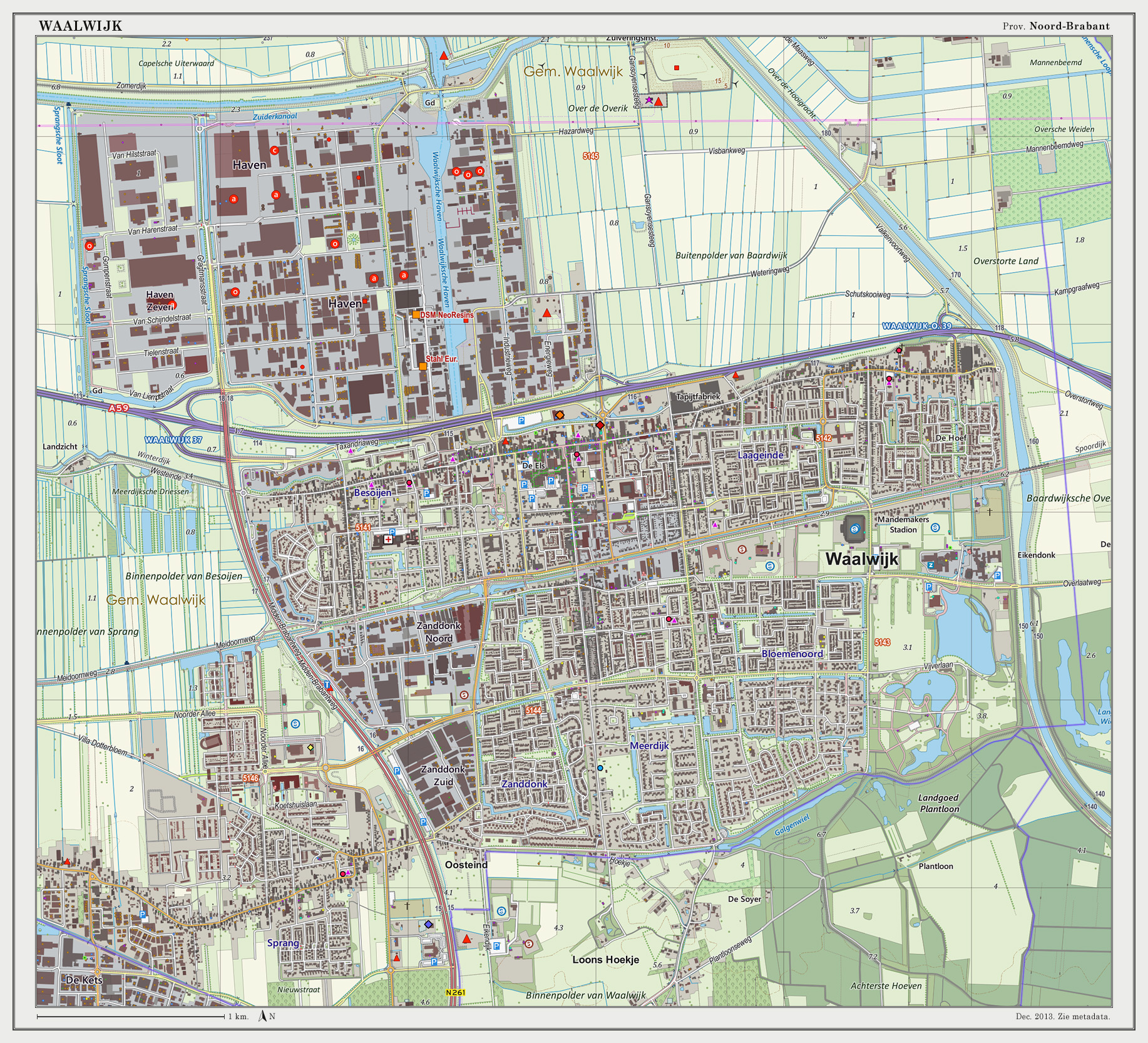
Topografisch kaartbeeld van de stad Waalwijk, dec. 2013. Klik op de kaart voor een vergroting.

## Etymologie
In de dertiende eeuw zien we voor het eerst Waalwijk als Walwic (1200), Walewijc (1232), Walewic (1233), Walewich (1267), Walewyc, Waelwyc, en Waelwyck (1312-1350), Waelwyck (1139), Walewijc (1388).
Recentelijk is een hernieuwde uitgave verschenen van het boek ‘Nederlandse plaatsnamen verklaard’ van Gerald van Berkel en Kees Samplonius (2018). Het tweede deel van de plaatsnaam is ‘-wijk’, dit verwijst naar de betekenis van ‘hoeve, dorp of nederzetting, vaak met een bepaalde functie’ en is ontleend aan het latijn (‘vicus’). Het woord ‘waal’ is een nevenvorm van wiel en in Middelnederlands ‘wael’ of ‘wale’ en heeft de betekenis van ‘poel, plas, door dijkdoorbraak ontstane diepe waterkolk’. Voor Waalwijk is als betekenis ‘nederzetting aan de diepe poel’ te geven. In de begin tijd, voor de Sint-Elisabethsvloed van 1421, lag de stad Waalwijk een stuk noordelijker aan de Oude Maas.

## Geschiedenis
De oudste sporen die mensen hebben achtergelaten in Nederland zijn uit de omgeving van Waalwijk: "rond 10.000 vóór Chr. hield een groepje van ongeveer 25 zwervende jagers zich korte tijd op tussen Waalwijk en Waspik, want daar werden in 1990 twee stenen mesjes en een paar stukjes afval uit die tijd gevonden".
Waalwijk werd in de 13e eeuw voor het eerst vermeld in schriftelijke bronnen, en wel als Walwic. Omstreeks deze tijd begon men vanuit een oost-west verlopende zandrug - de kern van De Langstraat - het ten zuiden ervan gelegen gebied te ontginnen, en wel volgens het slagensysteem. Dit gebied was een moerassig veengebied. Men begon met het steken van turf, en deze werd via turfvaarten naar haventjes vervoerd, van waar ze naar Dordrecht en andere plaatsen in het Graafschap Holland werd gebracht.
Daar De Langstraat in het grensgebied van Graafschap Holland en Hertogdom Brabant lag, gaf dit nogal eens aanleiding tot conflicten. Grenzen wisselden regelmatig. Waalwijk was oorspronkelijk een dorp langs de Lange Straete van Geertruidenberg naar 's-Hertogenbosch en lag op het grondgebied van Holland. In 1232 werd Waalwijk verkocht aan het Hertogdom Brabant. De buurdorpen Besoijen en Baardwijk bleven Hollands. In het jaar 1303 kreeg Waalwijk stadsrechten. De stad werd echter nooit versterkt en reeds in 1304 door de Hollanders gebrandschat. De plaats zou nooit stedelijke allures krijgen.
Begin 13e eeuw werd een kerk gebouwd, op de plaats waar nu de Nederlands Hervormde kerk aan de (gedempte) haven staat. Bij de "Paelscheijding" van 26 oktober 1326 werd de grens tussen Graafschap Holland (Besoijen) en Hertogdom Brabant (Waalwijk) naar het oosten verlegd. Daardoor zou de grens dwars door de kerktoren gaan. Ook in de verdere jaren werd de grens op vreedzame wijze vastgelegd. Vooral in het jaar 1388 kan daarbij worden genoemd. De oude stadskern van Waalwijk en het ten noorden daarvan gelegen Gansoyen en ook Drunen waren Brabants en behoorden tot het Kwartier van Oisterwijk van de Meierij van 's-Hertogenbosch, maar het ten oosten daarvan gelegen Baardwijk, en de onmiddellijk ten westen van Waalwijk gelegen dorpen als Besoijen, Vrijhoeven, Sprang, Capelle en Waspik hoorden tot het Graafschap Holland, en wel bij het in Dordrecht zetelende Baljuwschap Zuid-Holland.
De Sint-Elisabethsvloed van 1421 richtte ten noorden van Waalwijk grote schade aan. Vanzelfsprekend bracht ook de Tachtigjarige Oorlog, in het grensgebied van Holland en Brabant, veel onzekerheid. Tijdens de Tachtigjarige Oorlog werd de kerk beschadigd en tijdens het Twaalfjarig Bestand werd alleen het deel dat in Waalwijk stond hersteld. In Besoijen verrees in dezelfde periode een nieuwe, heden nog bestaande, katholieke kerk (de huidige Nederlands Hervormde Kerk aan de Haven), deze werd opnieuw op de grens gebouwd omdat zowel Besoijen (1/3) als Waalwijk (2/3) ieder een deel van de kosten van de bouw betaalden. Nadat Hugo de Groot in 1621 uit Slot Loevestein ontsnapte, verbleef hij slechts kort in Waalwijk. De omringende Hollandse dorpen werden begin 17e eeuw Protestants, maar in 1648 kwam ook de Meierij van 's-Hertogenbosch, waaronder Waalwijk, bij de Republiek der Verenigde Nederlanden. In de periode augustus 1624 tot juli 1625 resideerde Prins van Oranje Frederik Hendrik met zijn leger in Waalwijk. Na de dood van Stadhouder Prins Maurits werd Prins Frederik Hendrik in Waalwijk tot stadhouder beëdigd.
Waalwijk werd begin 19e eeuw, evenals de omringende Hollandse dorpen, aan de nieuw gevormde provincie Noord-Brabant toegevoegd, nadat reeds de Fransen de Maas als grensrivier voor hun departementen hadden vastgesteld.
Gedurende de 20e eeuw heeft Waalwijk zich sterk uitgebreid. De samenvoeging van de gemeenten Baardwijk, Besoijen en Waalwijk vond plaats op 1 januari 1922; de dorpen Baardwijk, Besoijen en Waalwijk waren toen al aan elkaar vastgegroeid en vormden gezamenlijk een straatdorp. De nieuwbouwwijken werden ten zuiden van deze Groote Straat gebouwd. Tegenwoordig vinden veel uitbreidingsplannen plaats op het grondgebied van de dorpen Sprang-Capelle en Waspik die in 1997 zijn samengevoegd met Waalwijk. Ook zijn er veel inbreidingsplannen.

## Kloosters
In 1471 werd te Waalwijk het Klooster Nazareth gesticht vanuit het Sint-Maria Magdalenaklooster op het Spui te Amsterdam. Er woonden Augustinessen. Het klooster kon echter in Waalwijk blijven bestaan, aangezien het de bescherming van het Huis Nassau had: Twee telgen uit dit geslacht, Maria en Adriana van Nassau (dochters van Jan de Bastaard van Nassau), waren er ingetreden. Door allerlei perikelen vertrok in 1716 een 17-tal nonnen vanuit Waalwijk naar het Belgische Kortessem (Dessener), dat in 1720 door nog onbekende redenen werd opgeheven. Voordien waren al enkele nonnen naar Waalwijk teruggekeerd of ze vertrokken naar Antwerpen of Landen (België). In 1732 trokken de zusters naar Antwerpen, waar ze eveneens een klooster stichtten en als spinsters werkzaam waren. In 1783 werd, onder Keizer Jozef II, ook dit klooster opgeheven. Aan de Grotestraat is nog de Kleine Poort aanwezig, die een onderdeel van het klooster was. Ook vindt men hier tegenwoordig de neo-Byzantijnse Sint-Jan-de-Doperkerk die, evenals haar voorganger, een waterstaatskerk, zich bevindt op de plaats van het voormalige klooster.
Zowel in Baardwijk, Besoijen en Waalwijk zijn in de 18de eeuw kloosters gesticht van de congregatie Jezus, Maria en Jozef. In Baardwijk werd direct na de inzegening op 27 juni 1889 het Liefdegesticht betrokken door vier zusters van de congregatie Jezus, Maria en Jozef (J.M.J.) uit ’s-Hertogenbosch. Op 1 juli 1889 werd het Bewaarschoolonderwijs door de zusters aangevangen met 150 kinderen. Twee weken later werden twee taalscholen geopend. Later kwam er nog een naaischool voor meisjes vanaf 12 jaar. Van 1889 tot 1959 woonden zusters van J.M.J. in dit Liefdegesticht, het bevatte naast het oud‑manhuis, een klooster, een kleuter- en een meisjesschool, de Mariaschool.
In Besoijen ontving bij zijn zilveren jubileum als priester in juli 1876 Joannes van Kessel, de eerste pastoor van Besoijen, een schenking van zijn parochianen. Deze gift was bedoeld voor de oprichting van een „Liefdehuis voor Zusters”. In 1878 werd een nabijgelegen woonhuis naast de R.K. Waterstaatskerk omgebouwd tot een klooster voor enkele zusters. Pastoor van Kessel had de wens om onderwijs te organiseren in de parochie, en de Zusters van Jezus, Maria en Jozef (J.M.J.) waren daar specialisten in. Er werden drie schoollokalen bijgebouwd. Een jaar later kwamen de eerste zes zusters aan uit ’s‑Hertogenbosch. Op 19 juni 1879 werd het klooster door de J.M.J.-zusters in gebruik genomen. Naast onderwijs voor meisjes en begeleiding van meisjes buiten het onderwijs, namen de zusters ook andere taken op zich, zoals alle werkzaamheden van een koster. Het aantal zusters steeg in 1885 tot zeven. In 1900 werd het klooster uitgebreid en verbeterd. De invoering van de leerplicht in 1900 resulteerde in een toename van het aantal leerlingen, waardoor de kloostergemeenschap nog een keer versterking kreeg. Het totale aantal zusters kwam op acht. Vanaf 1908 begonnen de zusters met liefdewerk, zoals „de vervaardiging van kleedingstukken voor de arme kinderen”. In 1929 werd het 50-jarig jubileum groots gevierd, verspreid over twee dagen. In 1938 werd het aantal zusters nogmaals uitgebreid, tot negen, en daar kwam geen verandering meer in. In het voorjaar van 1949 kwam het onthutsende bericht dat het Sint-Johannesgesticht zou worden opgeheven. Op 13 augustus 1950 vertrokken de zusters uit Besoijen. De meisjesschool veranderde onmiddellijk van naam; de Mariaschool werd met ingang van het nieuwe schooljaar de Bernadetteschool genoemd.
In 1844 vestigde de congregatie van de Zusters van Jezus, Maria en Jozef zich in Waalwijk (Grotestraat 292). Van 1846 tot 1874 woonden de nonnen op twee percelen wat nu Grotestraat 168‑170-172 is. Zij leidden er een bewaar- en een lagere school voor meisjes en een naaischool. In 1863 bouwden de zusters van diverse giften een neogotische kapel. In deze periode vatte het kerkbestuur van de Sint‑Jansparochie het plan op een gasthuis op te richten. Dit gasthuis startte al in 1871. Dankzij een legaat van pastoor E.P. Schrijvers (1836-1870) bouwde het kerkbestuur in 1874 naast de Sint‑Janskerk een klooster voor de zusters met schoollokalen, een neoromaanse kapel en een ziekenverblijf. Het complex breidde daarna aanzienlijk uit. De zusters gaven onderwijs aan een kleuterschool en een zeven‑klassige lagere school voor meisjes. Ze gaven lessen Frans, muziek en handwerken. Het kloostercomplex werd vanaf 1960 in fasen gesloopt. Vele jaren later kwam op deze plek de Rabobank.

## Wijkindeling
De stad Waalwijk bestaat uit zeven wijken: Baardwijk, Besoijen, Zanddonk, Bloemenoord, Meerdijk, Laageinde, de Hoef en Landgoed Driessen.
Baardwijk en Besoijen waren vanouds zelfstandige dorpen die – in tegenstelling tot Waalwijk – tot 1814 bij het Graafschap Holland behoorden.

## Economie
De bewoners van oud-Waalwijk konden hun bestaan aanvankelijk onder meer vinden in de productie van turf, hooi en griend. Aangezien dit vervoerd moest worden ging ook de scheepvaart een rol spelen. De aanwezigheid van eikenschors (run) in het zuiden, runderen in het noorden die huiden leverden, alsmede schoon water (de Loint, spreek uit: de Loont of Lunt), bracht de boeren ertoe om het leerlooien als huisarbeid te beoefenen. Vanaf het eind van de 18e eeuw leidde dit tot de ontwikkeling van de leder- en vooral schoennijverheid. De Langstraat was in die tijd het 'lage loon gebied' van Nederland. Aldus werd Waalwijk in de 19e en het begin van de 20e eeuw een belangrijk centrum hiervan. Eind 19e eeuw ging men zich steeds meer richten op schoenfabricage en steeds minder op leerlooien. In die tijd stonden 68 leerlooierijen in Baardwijk, Besoijen en Waalwijk. Omstreeks 1960 bestonden er in Waalwijk nog 31 schoenfabrieken die per jaar 3.750.000 paar schoenen produceerden. Daarna kwam er een neergang, die zich inzette door de concurrentie van goedkope Italiaanse schoenen. Na 1965 werd de meeste productie naar lagelonenlanden verplaatst.
Anno 2022 zijn er nog twee schoenfabrieken: Greve en Van der Putten. Ook lijm was nodig voor de schoenindustrie en ook hierin voorzagen bepaalde Waalwijkse bedrijven, zoals Rhoon Chemie en bedrijven waar machines voor de schoenindustrie werden vervaardigd. Van Haren, in 1929 begonnen, werd in 1985 overgenomen door het Duitse Deichmann Schuhe en stopte begin jaren '90 met het maken van schoenen. Een internationale keten van schoenwinkels die door derden vervaardigde schoenen verkochten was wat bleef.
Van 1937-1990 bestond de kousenfabriek Seta (in de latere jaren VeWe genaamd), in een voormalige schoenfabriek (en touwslagerij) aan de Kerkstraat. Voorts kent Waalwijk tegenwoordig jachtwerven en zijn er tal van andere bedrijven gevestigd, met name op en nabij het haventerrein ten noorden van de stad.

### Winkelen
In het centrum bevinden zich de winkelstraten Stationstraat en Grotestraat. Daarnaast bevindt zich ook een winkelcentrum, De Els. In het centrum van Waalwijk wordt er elke woensdag van 13:00 tot 17:00 weekmarkt gehouden.

## Bezienswaardigheden

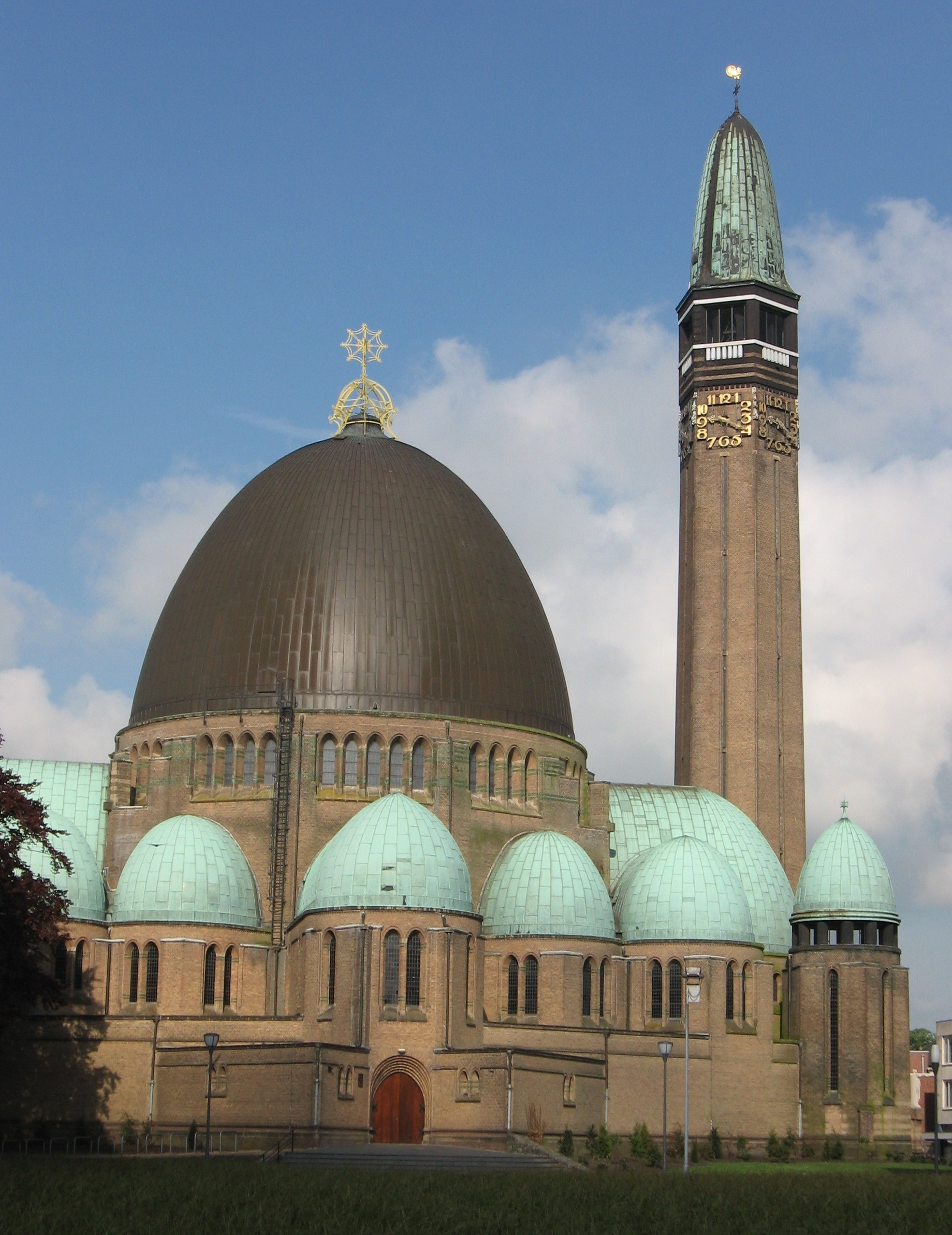
Sint-Jan de Doperkerk: grootste neo-Byzantijnse kerk van Nederland met 19 imposante koperen koepels

### Religieuze bouwwerken
- De Kerk aan de Haven is de Hervormde kerk van Waalwijk. Het is een laatgotische kerk uit de 15e eeuw, indertijd gedeeltelijk staand op Brabants en gedeeltelijk op Hollands grondgebied. Nieuwe onderzoekingen veronderstellen dat de kerk op een oudere kerk of kapel is gebouwd en dan op Brabants grondgebied. Bij de paelscheiding van 1388 is deze kerk deels op Brabants en deels op Hollands gebied komen te staan.
- De Sint-Jan-de-Doperkerk: rooms-katholieke kerk gebouwd tussen 1923 en 1925, ontworpen door H.W. Valk in expressionistische stijl; de grootste neo-Byzantijnse kerk van Nederland met 19 imposante koperen koepels en een 67 meter hoge minaret-achtige toren, die van afstand het silhouet van Waalwijk bepaalt. De kerk is onderdeel van het 'Grootste Museum van Nederland' en is regelmatig geopend voor bezichtiging.
- De Kleine Poort is een barokpoort uit 1630 die onderdeel was van het Klooster "Nazareth", vervolgens is opgenomen in de katholieke waterstaatskerk van 1829 en vervolgens in de Sint-Janskerk als toreningang.
- Gereformeerde kerk uit 1966, aan de Ambrosiusweg 25, bakstenen kerk in modernistische stijl, met losse klokkentoren. De kerk heeft een Verschueren-orgel, gebouwd in 1965 en in 1989 verplaatst naar Waalwijk.
- Antonius van Paduakerk. De parochie werd in 1902 afgesplitst van de Sint-Jan-de-Doperparochie en een nieuwe kerk werd ingewijd, die echter in 1962 werd ingeruild voor een nieuwe kerk en in 1971 gesloopt. De nieuwe kerk, aan de De Genestetstraat, is uitgevoerd in modernistisch stijl en de architect was H.M. Koldewey. De kerk heeft glas-in-betonwerk van Egbert Dekkers, voorstellende de Vierentwintig Oudsten uit de Openbaring van Johannes. De kerk heeft een rechthoekig grondplan en een losstaande klokkentoren.
- De Sint-Clemenskerk is een driebeukige rooms-katholieke kruisbasiliek in neogotische stijl in de wijk Baardwijk aan de Loeffstraat 50, die in 2018 aan de eredienst onttrokken werd.
- Heilig Hartbeeld (1920) aan de Sint-Antoniusstraat, uit het Atelier Van Bokhoven en Jonkers.
- Voor diverse kerken en torens in Baardwijk (Oude Toren) en Besoijen, zie aldaar.
- Molukse moskee An Nur, uit 1989, aan de Noordstraat 270. De moskee is ontworpen door de Nederlandse architect Latief Perotti. Een gebouw in moderne stijl met koepel en minaret en een aantal oosters aandoende ornamenten. Het is de enige moskee ter wereld met een driehoekige symmetrische plattegrond.
- Turkse moskee Abdulkadir Geylani, aan de Eerste Zeine 88. De moskee is in 2012 verhuisd naar dit nieuwe gebouw.

### Woonhuizen en dergelijke

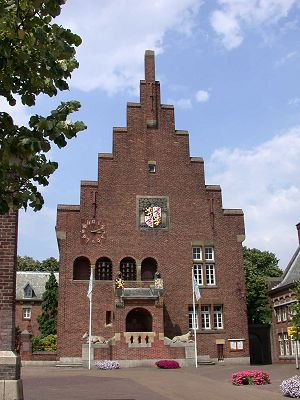
Voormalig gemeentehuis van Waalwijk

- Raadhuisplein: complex gebouwen ontworpen door architect Alexander Kropholler. Hiertoe behoort ook het voormalig Gemeentehuis van Waalwijk uit 1932 met opvallende trapgevel, met in de hal het beeld van hertog Jan II van Brabant, een marmermozaïek in de gang, waarop Sint-Crispijn en Sint-Crispiniaan zijn afgebeeld, de patroonheiligen van de schoenmakers en de leerlooiers.
- Tal van woonhuizen aan de Grotestraat. Veel huizen bezitten een ingezwenkte lijstgevel, andere een lijstgevel. Met name Grotestraat 184 waar gedurende 1624-1625 Prins Frederik Hendrik heeft geresideerd tijdens het beleg van Breda.
- De Hooisteeg bevat een complex gerestaureerde schoenmakershuisjes die dateren uit midden 19e eeuw, gesitueerd aan de oostkant van het raadhuis, bereikbaar vanuit de Grotestraat of de Winterdijk.
- Herenhuis, sinds 1855 kantoorgebouw van de "Noord-Braband", Maatschappij van verzekering op het leven, die ruim 125 jaar in bezit was van de familie Timmermans; deze maatschappij is in 1969 onderdeel van Delta Lloyd geworden.

### Industriële monumenten
- Voormalige Van Haren fabriek, Hoogeinde 35.
- Grotestraat 21, een voormalige machinefabriek voor de schoenindustrie.
- Voormalige kousenfabriek, Kerkstraat 4-8, vanaf 1866 in gebruik als schoenfabriek voor de firma C.G. Van der Heijden, in 1905 voorzien van stoommachine en schoorsteen.

### Monumenten
Zie ook:
- Lijst van rijksmonumenten in Waalwijk (gemeente)
- Lijst van gemeentelijke monumenten in Waalwijk (gemeente)

### Musea
- SchoenenKwartier (voorheen het Nederlands Schoen- en Leder museum)

## Natuur en landschap
Waalwijk werd in het noorden begrensd door de Winterdijk. Ten noorden daarvan begint het rivierkleigebied. Hier ligt ook de haven met een uitgestrekt bedrijventerrein. In westelijke richting vindt men het voormalige dorp Besoyen en de autoweg naar Tilburg. Daar weer ten westen van ligt het natuurgebied Westelijke Langstraat.
Ten zuiden van Waalwijk ligt het Loons Hoekje en het landgoed Plantloon, beide op het grondgebied van Loon op Zand. In het oosten vindt men een recreatieterrein met zwemplas het Hoefsven. Naar het noorden ligt het voormalige dorp Baardwijk en ten oosten daarvan het Afwateringskanaal 's-Hertogenbosch-Drongelen. Ten oosten daar weer van ligt het natuurgebied Baardwijkse Overlaat.

## Evenementen
- De 80 van de Langstraat
- Nacht van het levenslied - Eind augustus/begin september
- Modestad - september
- Tonpraoten in 't Tejaoter - november
- de Passie van de Langstraat
- Wolluk-Stock - zomervakantie
- Jeugdavondvierdaagse - juni
- Swingen in de Stad - meerdere weekend avonden in de zomer.
- Oktoberfest - oktober
- Wollukse kwis - in mei
- Retrock

## Verkeer en vervoer
Waalwijk ligt aan zowel de A59 (Serooskerke - Oss) als de N261 (Waalwijk - Tilburg). De stad heeft sinds 1964 geen treinstation meer, het voormalig treinstation stond aan de Burgemeester van der Klokkenlaan. Waalwijk wordt bediend door meerdere buslijnen, waaronder lijnen 134 en 136 en Bravodirect lijnen 300 en 301 tussen station Tilburg en station 's-Hertogenbosch v.v.
Eerder werd er gebruikgemaakt van de "Halve zolenlijn". In 2007 is deze in ere hersteld door middel van een fietspad met diverse aftakkingen (fietsbrug) en parkjes. Tevens waren er tramlijnen naar 's-Hertogenbosch en Tilburg.
Openbaar vervoer per 6 juli 2025 (gereden door Arriva):
- 136 (streekbus) 's-Hertogenbosch Centraal Station - Vlijmen - Nieuwkuijk - Drunen - Busstation Waalwijk - ETZ Waalwijk -Sprang-Capelle - Kaatsheuvel - Efteling - Loon op Zand - Tilburg Centraal Station
- 174 (streekbus) Made - Geertruidenberg - Raamsdonksveer - Raamsdonk - Waspik - Sprang-Capelle - ETZ Waalwijk - Busstation Waalwijk - Drunen - Wijk en Aalburg
- 206 (buurtbus) Rijen - Dongen - 's Gravenmoer - Kaatsheuvel - Sprang-Capelle - Busstation Waalwijk
- 208 (buurtbus) Wijk en Aalburg - Heusden - Herpt - Oudheusden - Elshout - Drunen - ETZ Waalwijk - Busstation Waalwijk
- 223 (buurtbus) Busstation Waalwijk - Drongelen - Eethen - Meeuwen - Dussen - Almkerk
- 227 (buurtbus) Hank - Dussen - Meeuwen - Eethen - Genderen - Wijk en Aalburg - Heesbeen - Doeveren - Busstation Waalwijk
- 300 (Bravodirect) 's-Hertogenbosch Centraal Station - Busstation Waalwijk - Sprang Kruispunt - Kaatsheuvel - Efteling - Loon op Zand - Tilburg Centraal Station (maandag t/m vrijdag)
- 301 (Bravodirect) 's-Hertogenbosch Centraal Station - Vlijmen De la Courtstraat - Drunen - Busstation Waalwijk - Sprang Kruispunt - Kaatsheuvel - Efteling - Loon op Zand - Tilburg Centraal Station
- 602 (schoolbus) Busstation Waalwijk → Sprang Kruispunt → Kaatsheuvel → Efteling → Loon op Zand → Tilburg Stappegoor

## Sport
- Voetbalvereniging RKC Waalwijk speelt in de Eredivisie
- Handbalvereniging Tachos speelt met het mannenteam in de Eredivisie, dat team won de Nationale Beker in 2005.
- ACW '66 is een atletiekvereniging, die ook breedtesport aanbiedt.

## Afbeeldingen

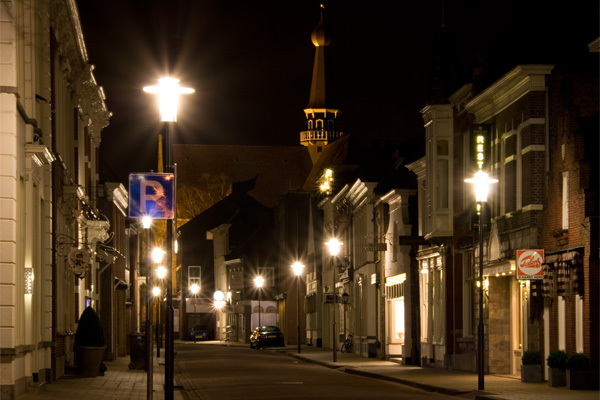
Grotestraat Waalwijk met op de achtergrond de Hervormde Kerk aan de Haven (Waalwijk Centrum)
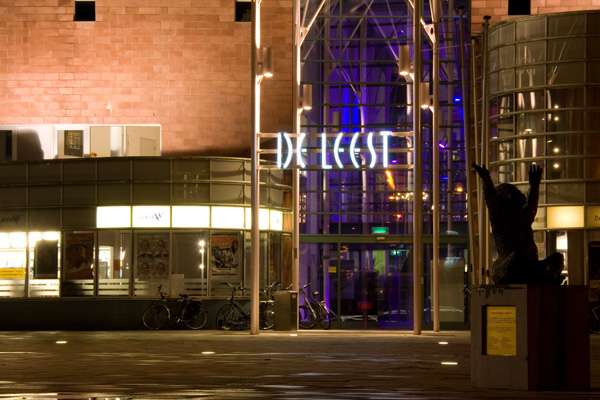
Theater De Leest op het Vredesplein
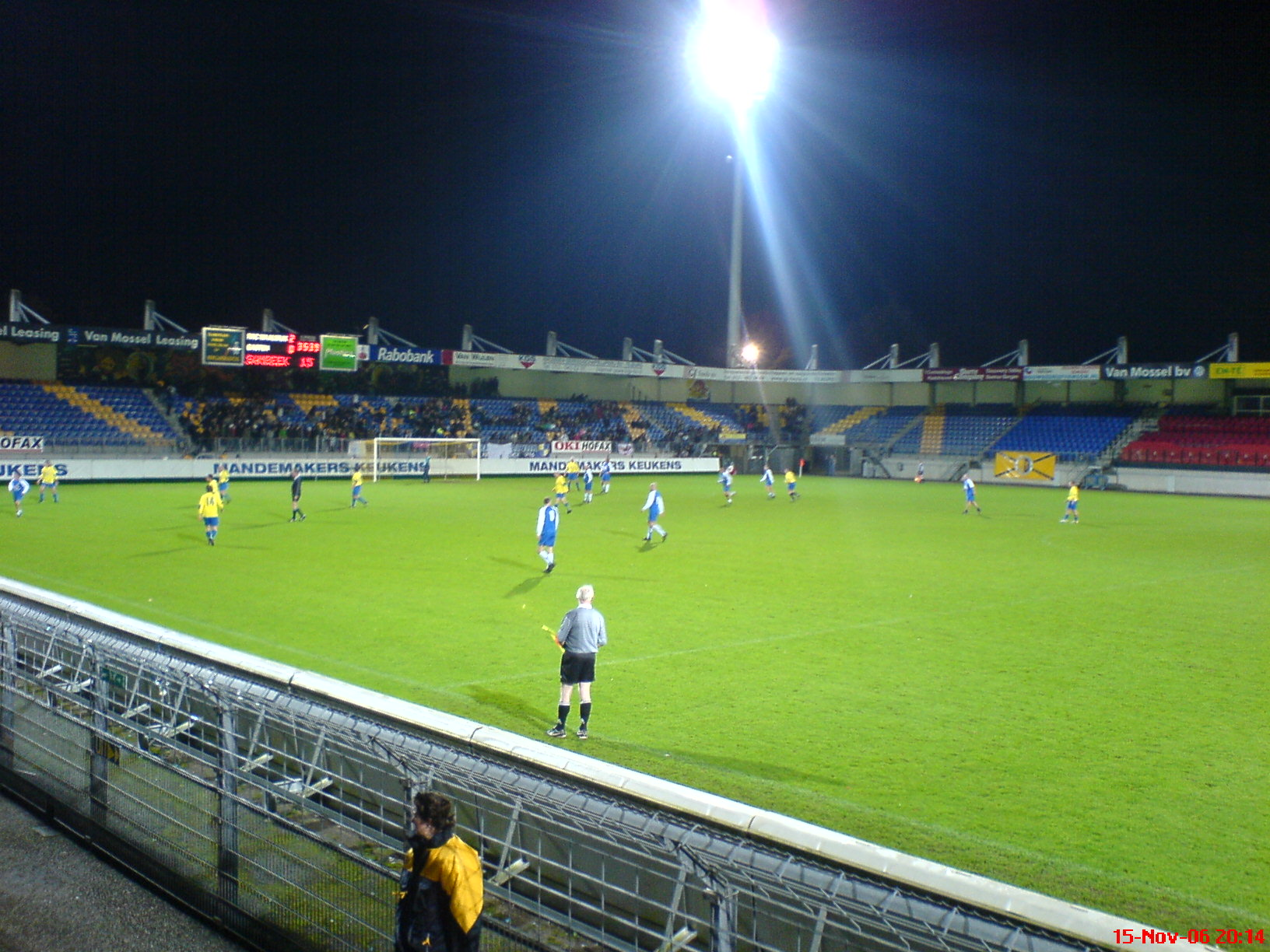
Mandemakers Stadion
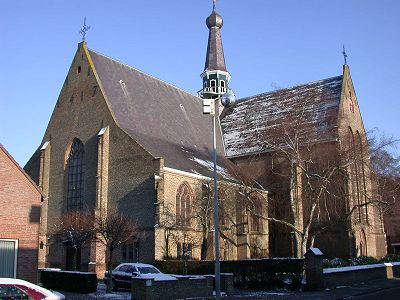
Hervormde Kerk aan de Haven (Waalwijk-Centrum)
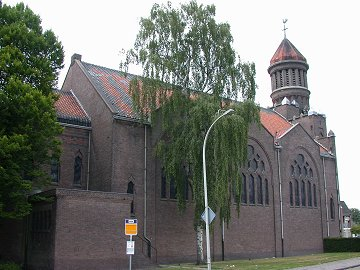
Mariakerk - Besoyen
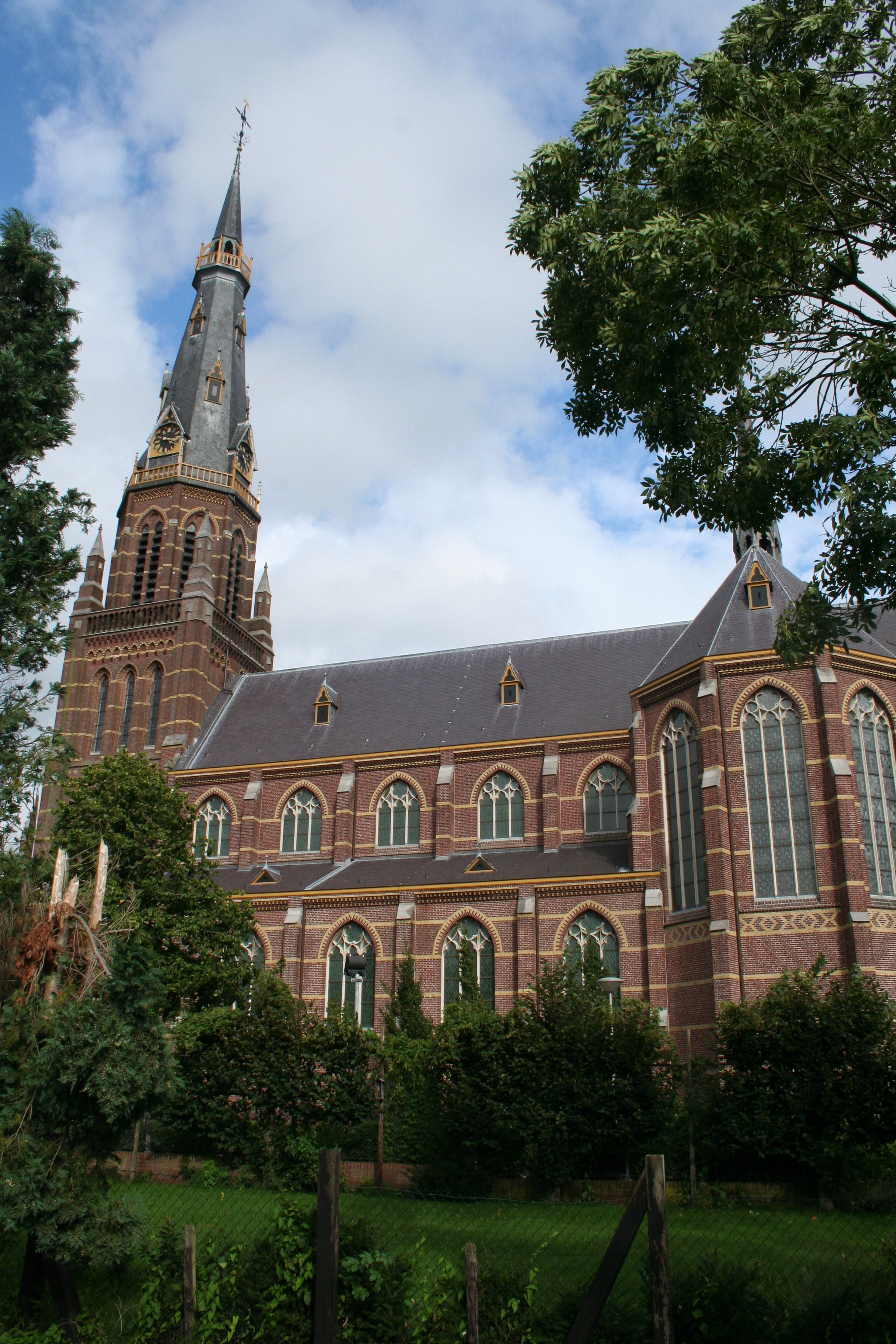
St. Clemenskerk (Baardwijk)
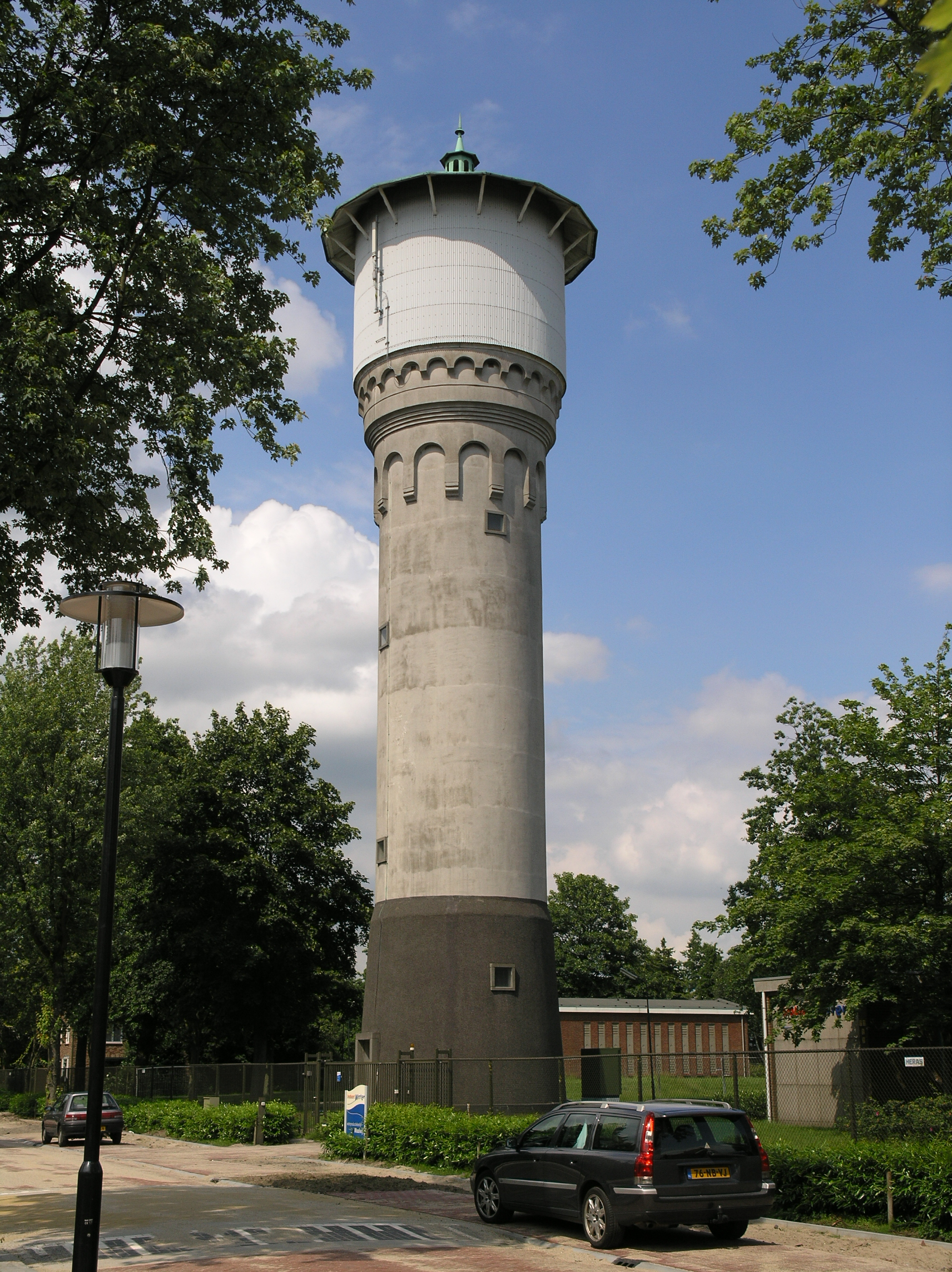
Watertoren
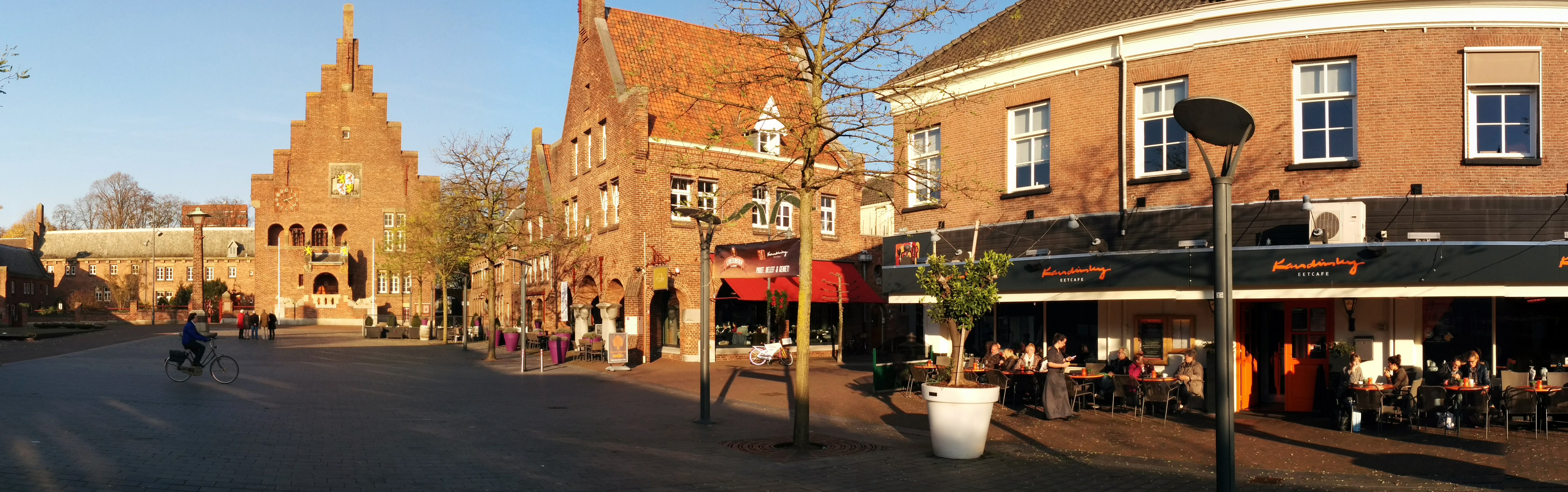
Raadhuis en centrum

## Geboren in Waalwijk
- Aloysius Franciscus Xaverius Luyben (1818-1902), Tweede Kamerlid, minister
- Aloysius Goossens (1866-1943), missionaris in Oost-Mongolië
- Andreas Zijlmans (1873-1900), missionaris in China
- Theo van Delft (1883-1967), schilder, beeldhouwer
- Kees de Ruyter (1925-1983), biljarter
- Geertrui Charpentier (1930-2012), kunstenaar
- Martinus Veltman (1931-2021), natuurkundige, Nobelprijswinnaar (1999)
- Ton van Reen (1941), schrijver
- Cees de Cloe (1943), oud-politicus (PvdA)
- Rini van Bracht (1947), biljarter (wereldkampioen 3-banden)
- Dick de Cloe (1947), politicus (PvdA), broer van Cees de Cloe
- Guusje Kaayk (1950), illustrator en beeldend kunstenaar
- Nol Kleijngeld (1953), politicus (PvdA), burgemeester Waalwijk
- Dorine Burmanje (1954), ambtenaar en bestuurder
- Usman Santi (1954), politicus (PvdA)
- René Mioch (1959), journalist, radio- en televisiepresentator
- Henk Lambooij (1961), politicus (SGP)
- Annette Nijs (1961), politica (VVD)
- Jan-Hein Kuijpers (1968), advocaat
- Ramon van Haaren (1972), voetballer
- Patrick van Balkom (1974), atleet
- Jos van Nieuwstadt (1979), voetballer
- Ariën van Weesenbeek (1980), drummer Epica
- Olcay Gulsen (1980), modeontwerpster, ondernemer en televisiepresentatrice
- Yuri van Gelder (1983), turner
- Nabil Aoulad Ayad (1984), acteur, cabaretier en humanbeatboxer
- Frank van Mosselveld (1984), voetballer
- Kevin Brands (1988), voetballer
- Aimée de Jongh (1988), animator, stripauteur en illustratrice
- Philippe van Arnhem (1996), voetballer
- Fatih Kamaçi (1989), voetballer
- Thom Craane (1991), zanger